# 7560 Spudis
7560 Spudis (1986 AJ) là một tiểu hành tinh vành đai chính bên trong được phát hiện ngày 10 tháng 1 năm 1986 bởi C. S. Shoemaker và E. M. Shoemaker ở Palomar.